# دیل دوشینگ
دیل دوشینگ (انگلیسی: Dale Duesing؛ زادهٔ ۲۶ سپتامبر ۱۹۴۷) خواننده، خواننده اپرا، و موسیقی‌دان اهل ایالات متحده آمریکا است.
وی همچنین برندهٔ جوایزی همچون برنامه فولبرایت شده‌است.